# Big Salmon Range
Big Salmon Range är ett berg i Kanada.   Det ligger i territoriet Yukon, i den västra delen av landet, 4 100 km väster om huvudstaden Ottawa. Toppen på Big Salmon Range är 2 174 meter över havet.
Terrängen runt Big Salmon Range är huvudsakligen kuperad. Big Salmon Range är den högsta punkten i trakten. Trakten runt Big Salmon Range är nära nog obefolkad, med mindre än två invånare per kvadratkilometer.. Det finns inga samhällen i närheten.
Trakten runt Big Salmon Range består i huvudsak av gräsmarker.